# 石井道子
石井 道子（いしい みちこ、1933年〈昭和8年〉2月5日 - 2012年〈平成24年〉12月7日）は、日本の政治家。位階は従三位。
自由民主党所属の元参議院議員、元環境庁長官。旧姓は斎藤。

## 来歴・人物
埼玉県所沢市出身。父は自由民主党元埼玉県議会議員で元埼玉県議会議長の斎藤徳次郎。1956年、東京薬科大学卒業。大学卒業と同時に飯能市の医師石井泰彦と結婚。薬剤師となる。その後泰彦は埼玉県議会議員となるも、任期中に死去。夫の地盤を受け継ぎ、1975年に統一地方選挙埼玉県議会議員選挙に立候補し初当選（西三区・飯能市）。1979年、県議再選。この間医療法人飯能中央病院理事長（1996年11月退任）などを経て、自身の経歴を活かし日本薬剤師連盟副会長を務める。同団体の組織力を通じ初の比例代表が導入された1983年の第13回参議院議員通常選挙に自民党公認、日本薬剤師会推薦で立候補。落選となったが、1984年に現職の竹内潔の死去したことにより繰上補充により当選。以降、通算3期当選。
環境政務次官（竹下内閣）、労働政務次官（第1次海部内閣）、参議院文教委員長などを経て、1996年、第2次橋本内閣の環境庁長官として初入閣。自民党埼玉県連会長も務めた。
1999年、東京薬科大学顧問就任（2001年まで）。
2001年の参議院選には立候補せず政界から引退する。
2008年4月の春の叙勲で旭日大綬章を受章する。
2009年1月、政治資金の収支報告書の提出を2年連続で怠り、事実上の解散に追い込まれた自民党の政党支部が5年間で232に上っていることが判明。その後、6割の支部が収支を報告して正式に解散したが、解散までの過程で収支報告が途絶え、現在も使途不明の資金が約6500万円存在することが発覚。そのうち5000万円が石井が代表をしていた「自民党埼玉県道友会支部」の分であった。これに対し、石井は「資金は自分で保管している」と説明。
2012年12月7日、肺炎のため、東京都内の病院で死去した。79歳没。死没日付をもって従三位に叙された。

## 顕彰歴
1997年6月に、日本女性科学者の会功労賞を受賞した。

## 著作
- 『21世紀への架け橋　環境庁長官308日の記録』 1998年3月　アサヒビジネス

| 公職            | 公職                               | 公職          |
| --------------- | ---------------------------------- | ------------- |
| 先代 岩垂寿喜男 | 環境庁長官 第34代：1996年 - 1997年 | 次代 大木浩   |
| 議会            |                                    |               |
| 先代 松浦功     | 参議院文教委員長 1993年 - 1994年   | 次代 松浦孝治 |